# Padova Challenge Open 2012 - Doppio femminile
Il doppio femminile  del torneo di tennis Padova Challenge Open 2012, facente parte della categoria ITF Women's Circuit, ha avuto come vincitrici Gioia Barbieri e Anastasia Grymalska che hanno battuto in finale Federica Grazioso e Lisa Sabino con il punteggio di 6–2, 6–1.

## Teste di serie
1. Gioia Barbieri /  Anastasia Grymalska (Campionesse)
2. Dar'ja Kustova /  Ksenija Lykina (primo turno)

1. Maria-Fernanda Alvarez-Teran /  Aleksandrina Najdenova (semifinali)
2. Corinna Dentoni /  Diāna Marcinkēviča (primo turno)

## Tabellone

### Legenda
| - Q = Qualificato - WC = Wild card - LL = Lucky loser | - ALT = Alternate - SE = Special Exempt - PR = Protected Ranking | - w/o = Walkover - r = Ritirato - d = Squalificato |